# LSV Immelmann Breslau
Der LSV Immelmann Breslau (vollständiger Name Luftwaffen-Sportverein Immelmann Breslau) war ein deutscher Militär-Sportverein aus der niederschlesischen Stadt Breslau, die heute Wrocław heißt und zu Polen gehört.

## Geschichte
Der LSV Immelmann Breslau wurde 1940 gegründet und wurde nach dem ehemaligen Jagdflieger Max Immelmann benannt. Ein Höhepunkt der Vereinsgeschichte war 1942 der Aufstieg in die Gauliga Niederschlesien, die damals höchste Spielklasse. Von Oktober 1943 bis zum Oktober 1944 bildete der LSV eine Kriegssportgemeinschaft mit dem Hertha Breslau unter der Bezeichnung KSG Hertha/Immelmann Breslau. Aufgrund des näher rückenden Kriegsgeschehen wurde der KSG Hertha/Immelmann Breslau im Oktober 1944 aufgelöst.

## Quelle
- Hardy Grüne, Christian Karn: Das große Buch der deutschen Fußballvereine. AGON Sportverlag, Kassel 2009, ISBN 978-3-89784-362-2.
- Hardy Grüne: Vom Kronprinzen bis zur Bundesliga. In: Enzyklopädie des deutschen Ligafußballs. Band 1. AGON, Kassel 1996, ISBN 3-928562-85-1.
- Hardy Grüne: Vereinslexikon (= Enzyklopädie des deutschen Ligafußballs. Band 7). 1. Auflage. AGON, Kassel 2001, ISBN 3-89784-147-9 (527 Seiten).